# Frost Mill
Frost Mill az Amerikai Egyesült Államok északnyugati részén, Oregon állam Harney megyéjében elhelyezkedő önkormányzat nélküli település.